# Werner Mühlenbrock
Werner Mühlenbrock (* 19. Juni 1908 in Trier; † 13. Juni 1998 ebenda) war ein römisch-katholischer Geistlicher, Domkapitular und Caritasdirektor in Saarbrücken und Trier sowie Präsident der Deutschen Krankenhausgesellschaft.

## Leben
Werner Mühlenbrock absolvierte ein Studium der Philosophie und Theologie an der Universität Trier und der Universität Innsbruck. 1932 empfing er in Trier die Priesterweihe und wurde anschließend Kaplan in Ottweiler. Dieses Amt hatte er bis 1936 inne, als er zum Caritasdirektor in Saarbrücken ernannt wurde. Nach vierjähriger Tätigkeit wechselte er 1940 als Direktor der Caritas in der Diözese Trier. Dort engagierte er sich für die Einrichtungen der Caritas gegen den Zugriff des NS-Regime. Ebenso setzte er sich nach der deutschen Besetzung Luxemburgs dort für die Caritas-Bewegung ein. Im letzten Kriegsjahr 1945 galt seine große Sorge den Evakuierten sowie den verwundeten Soldaten, Heimatvertriebenen und Flüchtlingen.
1949, als die Deutsche Krankenhausgesellschaft gegründet wurde, erhielt Mühlenbrock einen Sitz im Vorstand. Von 1966 bis 1969 und von 1976 bis 1977 war er deren Präsident.
1968 wurde er zum Domkapitular ernannt.

### Ehrungen und Auszeichnungen
- 1956 päpstlicher Geheimkämmerer
- 1974 Großes Bundesverdienstkreuz
- 1969 Ehrenzeichen der deutschen Ärzteschaft[1]

### Öffentliche Ämter
- 1949–1977 Mitglied des Vorstandes der Deutschen Krankenhausgesellschaft
- 1951 Leitung des Caritasinstitutes für Gesundheitsfürsorge in Köln-Hohenlind.
- 1964 Vertreter des Robert Herrlinger als Präsident der Deutschen Gesellschaft für Krankenhausgeschichte[2]
- 1966–1969 und 1976–1977 Präsident der Deutschen Krankenhausgesellschaft
- 1968–1982 Vorsitzender des Caritasverbandes Trier[3]
- Mitglied des Bundesgesundheitsrates
- Vorstandsmitglied der Berufsgenossenschaft für Gesundheitsdienst
- Mitglied im Krankenhausausschuss der Länder der Europäischen Gemeinschaft

### Sonstiges
Als es nach Kriegsende in Trier um die Besetzung der Stelle des Oberbürgermeisters ging, trafen sich dort am 5. März 1945 drei amerikanische Offiziere zusammen mit Mühlenbrock und drei weiteren Trierer Bürgern. Mühlenbrock, der zwei Tage zuvor dieses Amt abgelehnt hatte, schlug Friedrich Breitbach vor. Dieser übernahm die Aufgabe und wurde Oberbürgermeister in Trier.